# Municipio de Cedar (condado de Sac)
El municipio de Cedar (en inglés: Cedar Township) es un municipio ubicado en el condado de Sac en el estado estadounidense de Iowa. En el año 2010 tenía una población de 480 habitantes y una densidad poblacional de 5,06 personas por km².

## Geografía
El municipio de Cedar se encuentra ubicado en las coordenadas 42°26′7″N 94°54′21″O / 42.43528, -94.90583. Según la Oficina del Censo de los Estados Unidos, el municipio tiene una superficie total de 94.89 km², de la cual 94,58 km² corresponden a tierra firme y (0,33 %) 0,31 km² es agua.

## Demografía
Según el censo de 2010, había 480 personas residiendo en el municipio de Cedar. La densidad de población era de 5,06 hab./km². De los 480 habitantes, el municipio de Cedar estaba compuesto por el 99,17 % blancos, el 0,21 % eran asiáticos y el 0,63 % eran de una mezcla de razas. Del total de la población el 3,75 % eran hispanos o latinos de cualquier raza.